# Begeleiding (muziek)

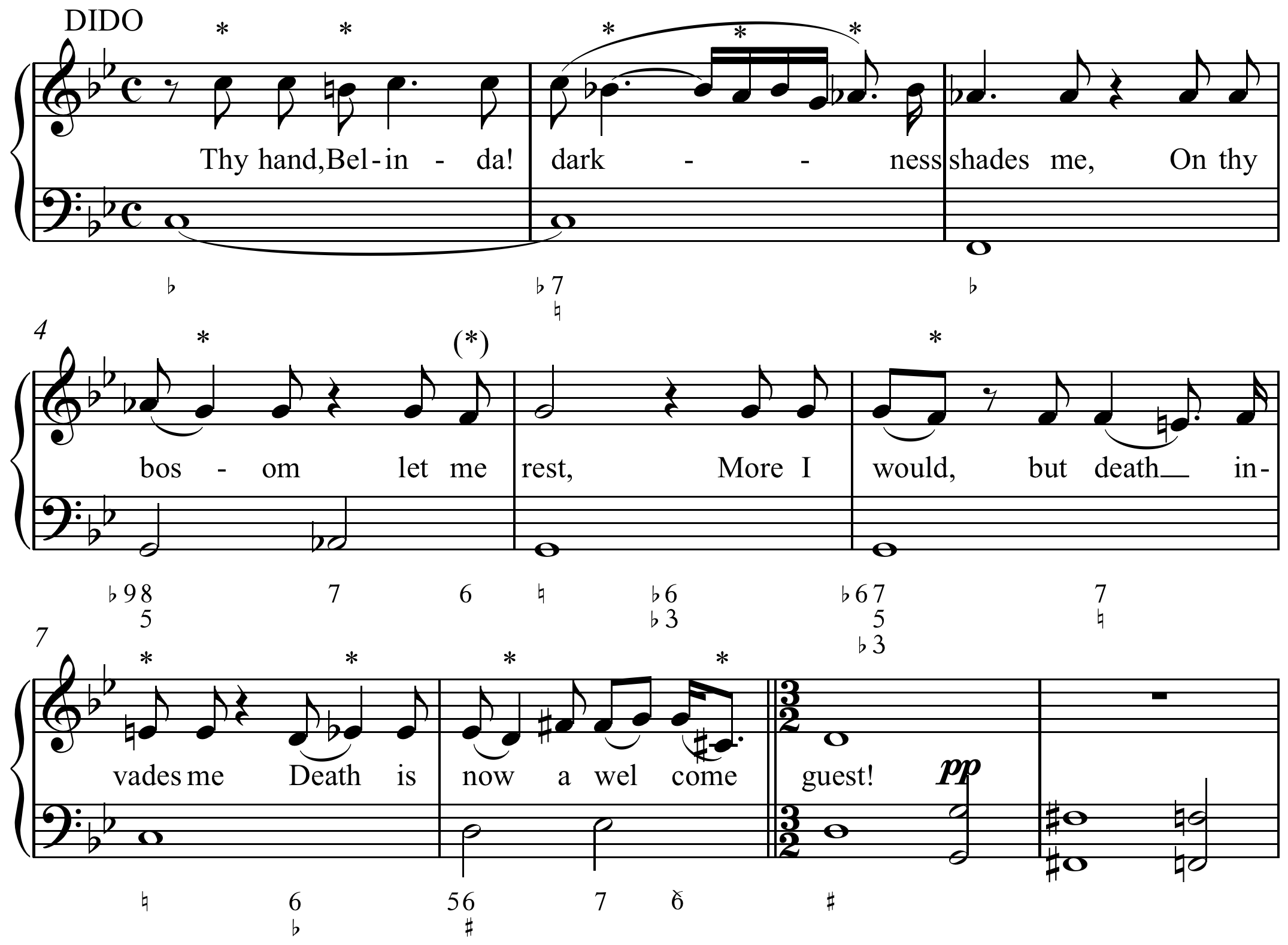
Melodie en basso continuo genoteerd als becijferde bas uit Thy Hand, Belinda uit de opera Dido and Aeneas van Henry Purcell.

De begeleiding is in de westerse muziek het muzikale materiaal dat de melodiestem(men) harmonisch en ritmisch ondersteunt. Vaak is er een solist die begeleid wordt. Dat is dan veelal homofone muziek (monodie), vooral in de lichte muziek en de volksmuziek.
Begeleiding loopt uiteen van simpele akkoordenschema's door bijvoorbeeld een enkele gitaar tot voorgeschreven complexe ritmes, harmonieën en texturen  wisselende samenstelling door een symfonieorkest. Veel composities komen slechts door de begeleiding tot hun recht. De melodie en begeleiding kunnen ook van partij wisselen, bijvoorbeeld bij vraag en antwoord, waarbij de begeleider van de vraag het antwoord vertolkt terwijl de vrager begeleidt.
De figuratie is de vorm waarin de noten tot klinken gebracht worden, zoals arpeggio's, albertijnse bassen en ostinato's. In barokmuziek wordt de begeleiding vaak gevormd door de basso continuo, waarbij in het geval van een becijferde bas de muzikant zelf de figuratie moet bepalen.
Eigenlijk ontbreekt een begeleiding slechts in monofone muziek, waarbij er maar één partij is, en polyfone muziek waarbij alle partijen gelijkwaardig zijn.